# Giuseppe Teosa
Giuseppe Teosa (Chiari, 14 maggio 1760 – Brescia, 23 luglio 1848) è stato un pittore italiano.

## Biografia

### Le origini familiari
Figlio di Giovanni Battista (o Giambattista) Teosa, mediocre pittore ed artista, e di Antonia Sossoni, Giuseppe Teosa nacque nel maggio del 1760. Contrariamente a quanto sostenuto a suo tempo da Stefano Fenaroli e Giambattista Rota, infatti, Giuseppe nacque solo nel maggio 1760 e non nel febbraio del 1758, visto che lo stesso neonato fu battezzato in data 14 maggio 1760, come testimoniato anche dalla documentazione dell'epoca.

### L'apprendistato a Treviso e Roma

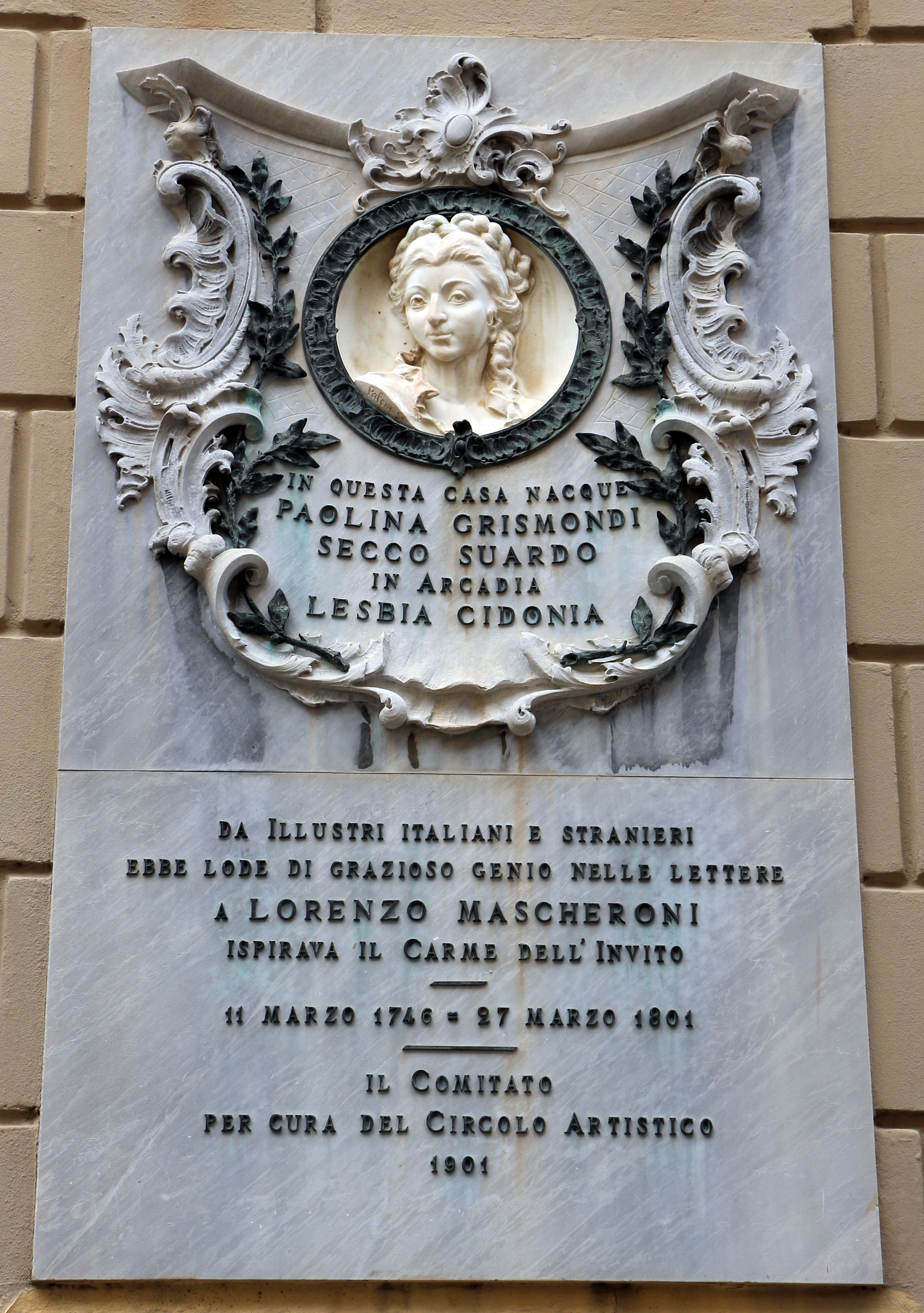
Una targa commemorativa che ricorda la poetessa Paolina Ghismondi Secco Suardo, noto membro dell'Accademia dell'Arcadia.

Il giovane Giuseppe ricevette una prima e sommaria educazione pittorica dal padre, il quale notò nel figlio un certo talento e decise di mandarlo a Treviglio, presso l'artista Fabrizio Galliari, contrariamente a quanto sostenuto dal Fenaroli e dal Rota, i quali riportano il nome erroneo Galleani. In ogni caso, dalle fonti sembra che questo ambiente ed apprendistato si rivelassero inadatti per il giovane, che ormai era pronto per un ambiente artistico e culturale più vivace. Il padre dunque decise, forse su indicazione di Antonio Morcelli, di mandare Giuseppe a Roma, presso la bottega di Pompeo Batoni, al tempo pittore rinomato e assai conosciuto.
Presso l'atelier del Batoni, il Teosa ebbe modo di apprendere nuove tecniche di pittura, tanto da cambiare il suo evidente stile settecentesco a favore di un certo raffaellismo, attribuibile al Domenichino e ad Annibale Carracci: lo stesso Teosa comunque continuò, soprattutto nell'affresco, a risentire l'influsso del Tiepolo e della pittura settecentesca più in generale, non scostandosi dunque dalla corrente formale più classica.
Dopo sei anni di apprendistato il Teosa fece ritorno da Roma e, ormai ventisettenne, fu raccomandato dal canonico Lodovico Ricci al nobile bergamasco Camillo Agliardi, allora canonico della stessa cattedrale di Bergamo. Sotto la protezione dello stesso Agliardi, dunque, sembra che il medesimo Teosa avesse ricevuto la commissione di un ritratto, il quale avrebbe dovuto raffigurare la celebre letterata e poetessa Paolina Secco Suardo, illustre membro dell'accademia dell'Arcadia. In ogni caso, nonostante la commissione ricevuta, pare che il pittore bresciano non sia riuscito a realizzare l'opera in questione, dal momento che anche diverso tempo dopo egli veniva esortato, in svariate lettere, dal canonico Lodovico Ricci.

### L'ascesa nel panorama artistico bresciano
Una volta stabilitosi a Chiari, fu lo stesso abate Morcelli a commissionare molti lavori all'artista: queste commissioni, come sottolineato da Luigi Rivetti, valsero «a mettere in mostra il valore di lui e ad aprirgli la via a quella carriera che fu ricca di numerosissime produzioni specialmente a fresco, sparse nella provincia bresciana». A Chiari, infatti, si registrano sue opere nella chiesa di S. Maria, nell'Oratorio dedicato a s. Luigi Gonzaga, nel ginnasio e nella chiesa parrocchiale.
All'età di 34 anni, mentre era ancora vivente il padre, Teosa decise di prendere moglie: egli sposò infatti a Chiari, il 1º marzo 1794, una certa Laura Colosini, nativa di Brescia ma residente appunto a Chiari. È forse per questo che, nel corso del 1796, l'artista decise di trasferirsi a Brescia. Non a caso il padre del pittore era appena morto e, anche per assecondare il desiderio della moglie di tornare nella propria città d'origine, prese dunque la decisione di trasferire la propria bottega a Brescia. Egli si stabilì nella zona di piazzetta delle consolazioni, modernamente conosciuta come casa Martelli, situata in via Contini n.° 17-19: l'artista morì proprio in questa casa all'età di 88 anni, dunque nel 1848, a causa di un'apoplessia senile.

## Opere e produzione artistica

### Le prime opere e i ritratti ad olio
Vasta e piuttosto articolata è la produzione artistica di Giuseppe Teosa, che può essere riscontrata sia nel contesto della città di Brescia sia in provincia: lo stesso abate Morcelli incaricò il pittore, nel corso del 1787, affinché realizzasse svariati disegni nella sua libreria privata e, in seguito, commissionò all'artista una fitta decorazione al centro della volta. Successivamente, nel 1788, il Teosa realizzò un ritratto del canonico Lodovico Ricci, che fu collocato presso l'Accademia dei Ricoverati a Padova, visto che lo stesso Ricci ne era membro. Tra l'altro, questo stesso ritratto recava la firma «Ioseph Teosa MDCCXIIC» e ricomparve, nel corso del 1982, durante una mostra antiquaria di palazzo Grassi a Venezia.
Altri ritratti degni di menzione sono quelli realizzati per un'altra importante figura che contribuì all'ascesa del Teosa, ossia il canonico Antonio Morcelli: pare infatti che lo stesso pittore abbia realizzato ben tre ritratti del religioso, addirittura presentando uno di questi all'Ateneo di Brescia nel 1821. Ancora, sembra che egli realizzò un ritratto del prevosto Imbruni, di Laura Cadei, della contessa Doralice Lechi e, a detta di Luigi Rivetti, di Giovanni Maffoni e Paolo Bigona.

### I lavori in provincia e nei palazzi cittadini
Tra il 1790 e il 1791 il Teosa fu uno dei protagonisti della seconda grande stagione decorativa di palazzo Averoldi, segnando un importante punto per la produzione neoclassica nel territorio bresciano. Negli stessi anni affresca anche le chiese di Darfo Boario Terme, di Pellalepre, di Fucine e, nel corso del 1792, realizza una sfarzosa e ricca decorazione pittorica presso villa Feltrinelli-Negroboni a Gerolanuova, con la collaborazione di alcune delle migliori maestranze bresciane del tempo.
Nel 1793, poi, il Teosa venne chiamato a decorare casa Cuni (poi Rovetta) a Brescia, che il Fenaroli così descrive:
(Stefano Fenaroli, Dizionario degli artisti bresciani, ibidem.)

#### Il Teatro Grande
Databile al 1809-1810, inoltre, è l'incarico di affrescare il soffitto del grande salone del Teatro Grande: il Teosa raffigurò infatti nel medaglione della volta l'Apoteosi di Napoleone, in cui l'imperatore francese veniva raffigurato con le fattezze di Marte e, affiancato dalla Vittoria e da Minerva, schiacciava con il piede la personificazione della Discordia. Lo stesso artista, tra l'altro, si occupò della decorazione dei parapetti del teatro, ornandoli con un'aquila imperiale, simbolo stesso del Bonaparte. L'opera viene spesso considerata come la più prestigiosa e pregevole del Teosa, anche se è andata perduta nella seconda metà dell'Ottocento, a seguito di rifacimenti ed interventi edilizi del Grande; in ogni caso, così viene descritta da Francesco Masperi, allievo del Teosa:
(F. Masperi, Cenomano, 10 dicembre 1850.)
In seguito, tra il 1813 e il 1814, lavora a Cologne e negli anni immediatamente successivi a Calino e Paderno. Nonostante l'avanzare dell'età, effettivamente, il Teosa continuò incessantemente la sua attività artistica: nell'orazione funebre compiuta in onore del pittore, nel 1848, Giuseppe Nicolini lo paragonò non a caso a Tiziano, proprio per la sua indefessa produzione pittorica, persino in età così avanzata.
A 80 anni, infatti, Giuseppe Teosa intraprese quella che viene considerata da molti come la sua opera più pregevole e celebre, ossia la decorazione della volta della chiesa parrocchiale di Castenedolo. Nel 1840, inoltre, torna a lavorare ad Adro, nel 1844 a Gussago, nel 1845 si trova a Brescia per affrescare palazzo Bettoni in via Moretto. Nel 1846 si trovava a Provezze e subito dopo si dedicò a realizzare un altro quadro per la fabbriceria di Provaglio d'Iseo.

### Affreschi di Teosa nella saletta giochi del ridotto del Teatro Grande di Brescia.

Diana Mercurio e cupido, affresco della volta.
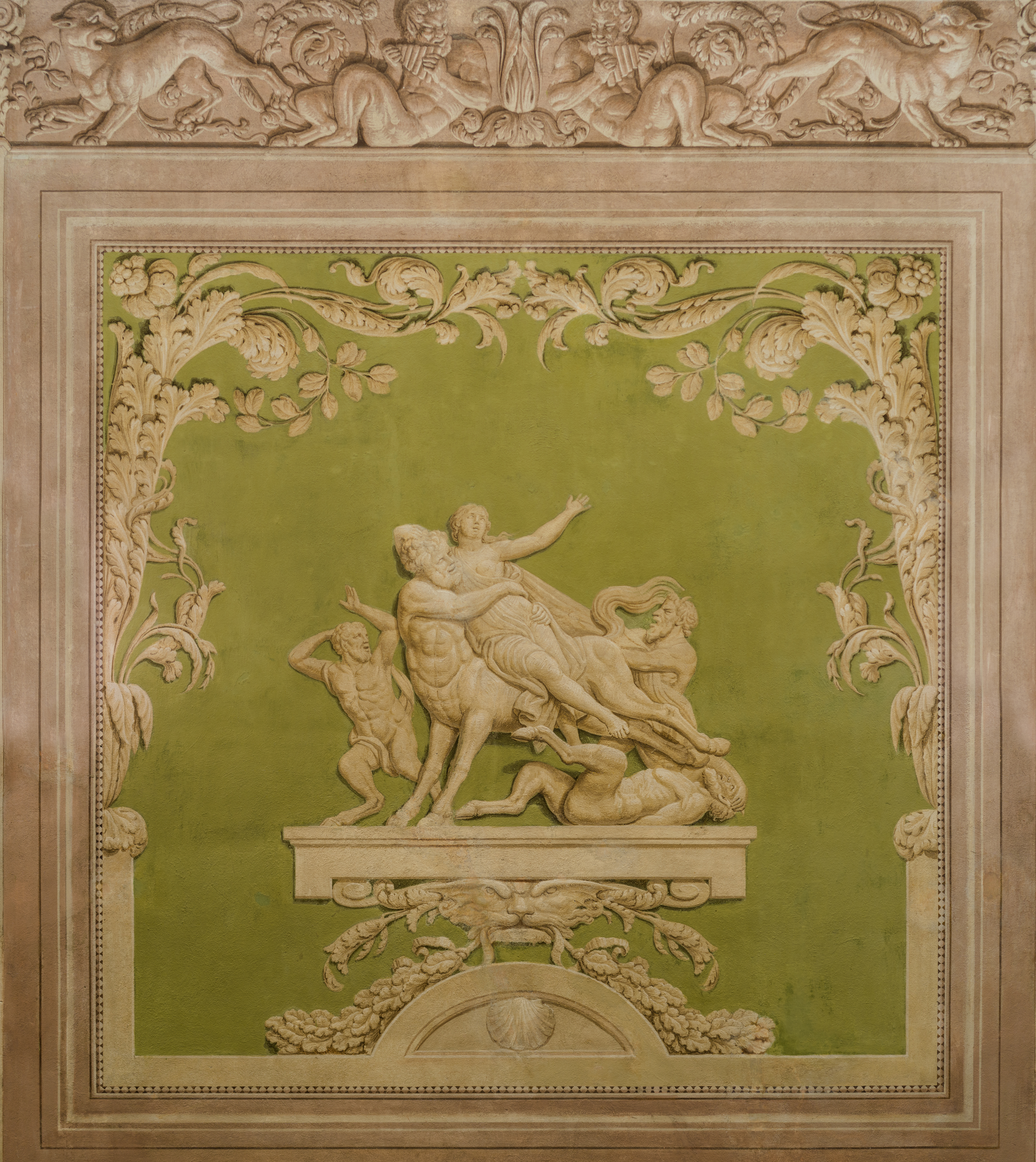
Deianira e Nesso.
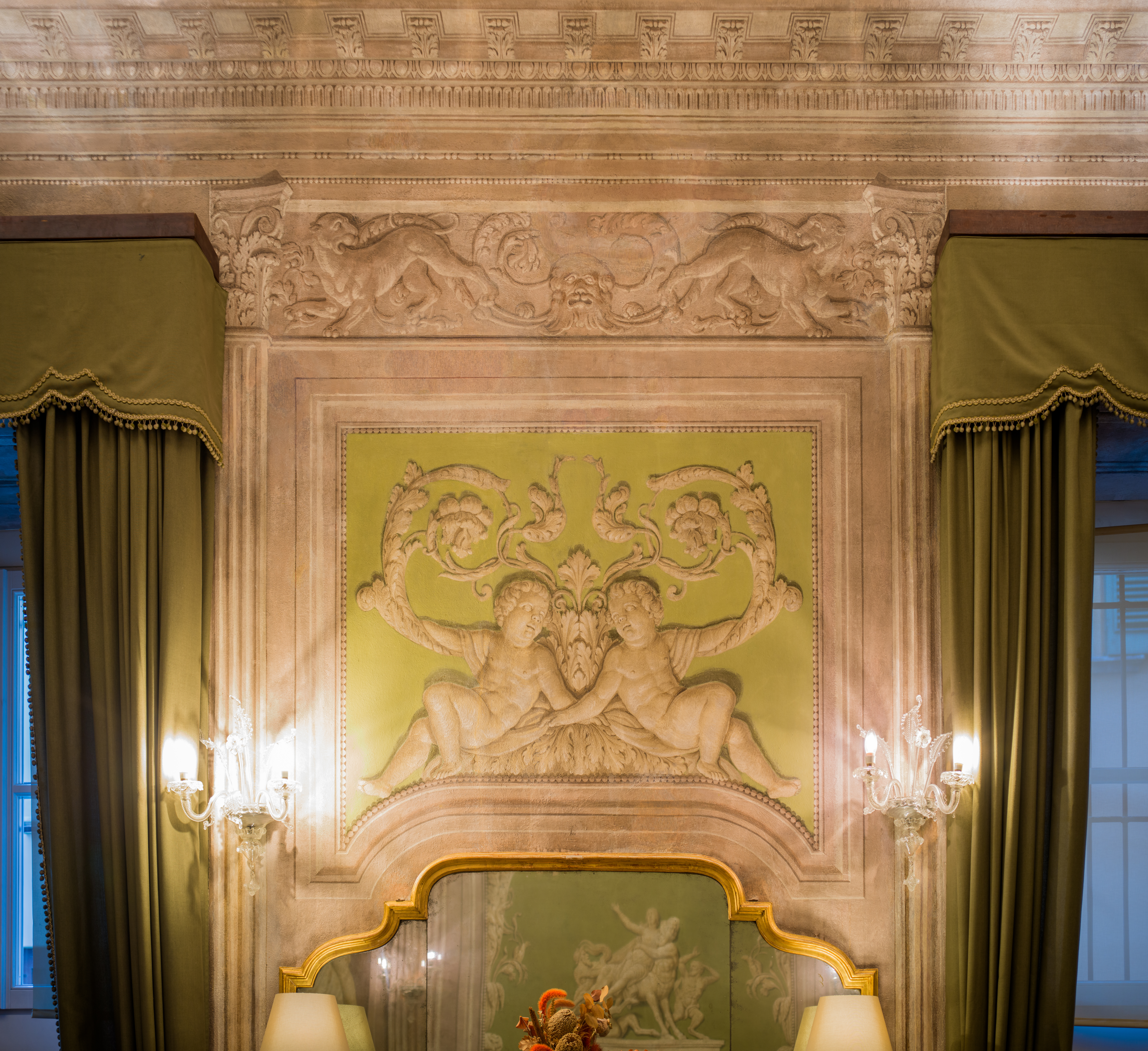
Putti.